# 1372
Năm 1372 là một năm trong lịch Julius.